# Tirupati
Tirupati (Telugu తిరుపతి, Tamil திருப்பதி) ist eine Großstadt und seit dem Jahr 2022 auch Distriktshauptstadt mit ca. 400.000 Einwohnern im südindischen Bundesstaat Andhra Pradesh.

## Lage und Klima
Die ca. 150 m hoch gelegene Stadt Tirupati liegt am Fluss Swarnamukhi und ist etwa 90 km (Luftlinie) von der Ostküste Indiens (Koromandelküste) entfernt; nächstgelegene Großstadt ist das etwa 135 km (Fahrtstrecke) südöstlich gelegene Chennai (ehemals Madras). Das Klima ist meist schwülwarm; Regen (ca. 900–1200 mm/Jahr) fällt ganz überwiegend während der spätsommerlichen Monsunzeit.

## Bevölkerung
Ungefähr 92 % der zumeist in den letzten Jahrzehnten aus dem ländlichen Umland zugewanderten Einwohner sind Hindus und gut 6 % sind Moslems; der Rest entfällt auf Angehörige anderer Religionen (Jains, Christen etc.)

## Wirtschaft
Das Umland ist landwirtschaftlich geprägt; in der Stadt selbst haben sich Händler, Handwerker, Tagelöhner u. a. niedergelassen. Tirupati ist auch als Bildungszentrum bekannt. Die Sri-Venkateswara-University hat ihren Sitz in Tirupati. Tirupati hat einen Bahnhof und einen Internationalen Flughafen.

## Geschichte
Auch wenn eine Ansiedlung bereits in vesischer Zeit bestand, so erfolgte der Aufschwung erst in der Zeit der Pallava-, der Chola-und der Pandya-Dynastien (7.–13. Jh.) Die Stadt überstand die Expansion des Islam im 13. und 14. Jahrhundert und gehörte anschließend zum Vijayanagar-Reich.

## Sehenswürdigkeiten
- In der Stadt und der näheren Umgebung finden sich zahlreiche Tempel und andere Sehenswürdigkeiten.[4]
- Zentrum der Stadt ist der Govindaraja-Tempel mit seinem riesigen Torbau (gopuram).
- Unweit davon befindet sich der Kodandarama-Tempel.
- Am nördlichen Ortsrand befindet sich ein neuzeitlicher ISKCON-Tempel.
- Das Sri-Venkateswara-Museum beschäftigt sich mit der Geschichte und Kultur der Stadt und ihrer Umgebung.[5]

Umgebung
- In den Bergen ca. 20 km nordwestlich der Stadt befindet sich der Tempelkomplex Tirumala Tirupati.